# Seenotrettungsstation Horumersiel
Die Seenotrettungsstation Horumersiel gehört zu den ältesten Stationen der Deutschen Gesellschaft zur Rettung Schiffbrüchiger (DGzRS) an der Nordsee. Horumersiel liegt im Oldenburger Land und besitzt einen Yachthafen außerhalb des Ortes am Wangersiel. Dort liegt auf der Südseite an einem Ponton ein Seenotrettungsboot (SRB) für die freiwilligen Seenotretter der Station, die in einem Hafengebäude ihre Unterkunft besitzen. Die Alarmierung der Seenotrettung erfolgt im Regelfall durch die Zentrale der DGzRS in Bremen, wo die Rettungsleitstelle See (MRCC Bremen) ständig alle Alarmierungswege für die Seenotrettung überwacht.

## Einsatzgebiet
Das Revier der Retter ist hauptsächlich die stark von den Gezeiten geprägte Innenjade und reicht von Hooksiel im Süden bis zur Insel Wangerooge im Norden. Zwischen der Küste und der Tiefwasserrinne zum Jade-Weser-Port erstreckt sich in südlicher Richtung das Crildumer Watt mit dem Wanger Außentief. Das Priel bildet die Zufahrt zum Hafen Wangersiel und ist durch Pricken gekennzeichnet. Westlich vom Ortsteil Schillig erstreckt sich in Richtung Westen das Wanger Watt mit der kleinen Insel Minsener Oog. In den Sommermonaten fahren Ausflugsschiffe über das Außentief zu den Inseln im Wattenmeer, um die Fauna zu besichtigen.
Die 'Kunden' der Seenotretter sind an den Wattkanten fest kommende Segel- oder Motorboote. Auch verunglückten Surfern und Kiteseglern müssen die lokalen Retter zu Hilfe kommen. Bei umfangreichen Einsätzen im Revier vor Horumersiel erfolgt eine Zusammenarbeit mit den Kollegen der Nachbarstationen:
- Rettungsboot der Seenotrettungsstation Wangerooge
- Kreuzer der Seenotrettungsstation Hooksiel
- Rettungsboot der Seenotrettungsstation Wilhelmshaven

## Aktuelle Rettungseinheit
Seit Oktober 2019 liegt in Wangersiel die WOLFGANG PAUL LORENZ. Das Boot wurde von den freiwilligen Seenotrettern selbst von der Bauwerft in Rostock über die Distanz von 180 Seemeilen nach Horumersiel überführt. Die Überführungsfahrt wurde durch die NDR-Journalistin Ursula Hensel begleitet und erhielt so mediale Aufmerksamkeit.  Das neue SRB der 3. Generation von der Tamsen-Werft besitzt ein vollständig geschlossenes Steuerhaus und bietet ausreichend Platz in der Plicht zum Lagern und für das Abbergen von Personen per Hubschrauber. Eine Bergungspforte in Wasserspiegelhöhe erleichtert die Aufnahme von im Wasser treibenden Personen. Der Name geht zurück auf einen großzügigen Spender, der die DGzRS in seinem Nachlass bedacht hatte.
Durch den geringen Tiefgang von 0,96 Meter sind die Boote ideal geeignet für die Flachwassereinsätze im Wattenmeer. Der Motor mit 279 kW (380 PS) Leistung in Verbindung mit dem Schleppsystem von 1,5 Tonnen Nenntragfähigkeit befähigt sie auch zum Ab- bzw. Freischleppen von größeren Schiffen. Als maximale Geschwindigkeit erreicht das Boot 18 Knoten.

## Geschichte
Die Geschichte der Station beginnt 1866 mit der Einrichtung einer Station am Deich bei Schillighörn. Dazu hatte der damalige Verein zur Rettung Schiffbrüchiger für die Oldenburgische Küste ein kurzes englisches Peake-Boot für sechs Ruderer beschafft, das mittels Transportwagen und Pferden in die Brandung gezogen werden musste. Zwei Jahre später übernahm die DGzRS die Station und verlegte sie 1871 in Richtung Süden an den alten Sielhafen von Horumer Siel. Dort lag das schwere Boot auf einem Ablaufwagen, auf dem es in den Rettungsschuppen gezogen und schnell zum Einsatz abgelassen werden konnte.
1873 wurde ein neues Boot für zehn Ruderer geliefert. Namentlich wird erstmals 1881 von einem Boot VEGESACK (I) berichtet, das von dem nach England ausgewanderten Wilhelm Hartmann gestiftet worden war. Dieser stiftete 1904 mit der VEGESACK (II) ein weiteres Boot, ein Deutsches Normalrettungsboot. Es konnte in dem massiven und 1884 neu errichteten Rettungsschuppen untergebracht werden. Der schwere Einsatz im Jahr 1909 mit diesem Boot ging als „Todesfahrt der Vegesack“ in die Geschichte der DGzRS ein, bei der sechs Schiffbrüchige und ein Seenotretter auf See geblieben waren. Als Ersatz für die bei diesem Einsatz schwer beschädigte VEGESACK stiftet Wilhelm Hartmann 1910 erneut ein gleiches 8,5-m-Boot, das den Namen seiner Schwester META HARTMANN erhielt. Mit dem 1928 erfolgten Einbau eines 18-PS-Dieselmotor begann die Ära der Motorrettungsboote (MRB) in Horumersiel, die bis in die 1970er Jahre dauerte. Erstes Neubau-MRB war die HORUMERSIEL, die zu Ehren des verstorbenen Vormanns der Station den Namen HEINRICH TIARKS erhielt. Im Laufe der Jahre kamen durch Umstationierungen immer wieder ältere Motorrettungsboote zur Station.
1936 wurde ein neuer Rettungsschuppen außerhalb des Sielhafens am Tief errichtet, der eine Slipanlage mit elektrischer Aufholwinde erhielt. Bei der zu Anfang der 1960er Jahre vorgenommenen Umgestaltung des Ortskerns von Horumersiel wurde der Sielhafen zugeschüttet und außerhalb als Wangersiel neu errichtet. Dort liegt vor der neuen Rettungsstation seit 1978 ein modernes Seenotrettungsboot. Alle stationierten Einheiten enthält die Liste im folgenden Abschnitt.

## Historie der motorisierten Rettungseinheiten
| Stationierung von Motorrettungsbooten  |                            |          |                   |                            |         |                      |                              |
| Zeitraum                               | Schiffsname                | Reg.-Nr. | Länge oder Klasse | Anz. Motoren ges. Leistung | Geschw. | vorige Station       | Verlegung nach oder Verbleib |
| 1928 → 1936                            | META HARTMANN              | KR D 403 | 8,5 Meter         | 1 → 15 PS                  | 6,5 kn  | Motoreinbau          | → Neufeld                    |
| 1936 → 1940                            | HEINRICH TIARKS (I)        | KR D 429 | 10,0 Meter        | 1 → 20 PS                  | 7,0 kn  | Neubau               | → Juist                      |
| 1940 → 1943                            | ?                          |          |                   |                            |         |                      |                              |
| 1943 → 1949                            | LOTSENKOMMANDEUR VON KROHN | KR D 420 | 8,75 Meter        | 1 → 20 PS                  | 7,0 kn  | von Wilhelmshaven    | Reserveboot                  |
| 1949 → 1962                            | HORUMERSIEL                | KR C 304 | 10-m-Serie        | 1 → 60 PS                  | 8,0 kn  | von Kriegseinsatz    | → Maasholm                   |
| 1962 → 1963                            | LOTSENKOMMANDEUR LEPPERT   | KR D 434 | 8,5-Meter         | 1 → 36 PS                  | 7,5 kn  | von Maasholm         | ausgemustert                 |
| 1963 → 1969                            | CARL BEHNK                 | KR C 301 | 10-m-Serie        | 1 → 60 PS                  | 8,0 kn  | von Burgstaaken      | ausgemustert                 |
| 1969 → 1971                            | HORUMERSIEL                | KR C 304 | 10-m-Serie        | 1 → 60 PS                  | 8,0 kn  | von Nordstrand       | ausgemustert                 |
| 1972 → 1975                            | WILHELMINE WIESE           | KR C 306 | 10-m-Serie        | 1 → 60 PS                  | 8,0 kn  | von Fedderwardersiel | ausgemustert                 |
| 1976 → 1977                            | ULRICH STEFFENS (III)      | KR C 309 | 10-m-Serie        | 1 → 60 PS                  | 8,0 kn  | von Neuharlingersiel | ausgemustert                 |
| Stationierung von Seenotrettungsbooten |                            |          |                   |                            |         |                      |                              |
| 1978 → 1980                            | GESINA                     | KRST 19  | 7-m-Klasse (I)    | 1 → 54 PS                  | 10,0 kn | von Wangerooge       | → Gelting                    |
| 1981 → 1999                            | MAX CARSTENSEN             | KRST 28  | 7-m-Klasse (I)    | 1 → 68 PS                  | 10,0 kn | Neubau               | Zinnowitz                    |
| 1999 → 2004                            | WILHELM HÜBOTTER           | KRST 25  | 9-m-Klasse        | 1 → 150 PS                 | 15,0 kn | von Wangerooge       | ausgemustert                 |
| 2004 → 2019                            | BALTRUM                    | SRB 44   | 8,5-m-Klasse      | 1 → 220 PS                 | 18,0 kn | von Baltrum          | ausgemustert                 |
| seit 2019                              | WOLFGANG PAUL LORENZ       | SRB 75   | 10,1-m-Klasse     | 1 → 380 PS                 | 18,0 kn | Neubau               | auf Station                  |

Quellen: 

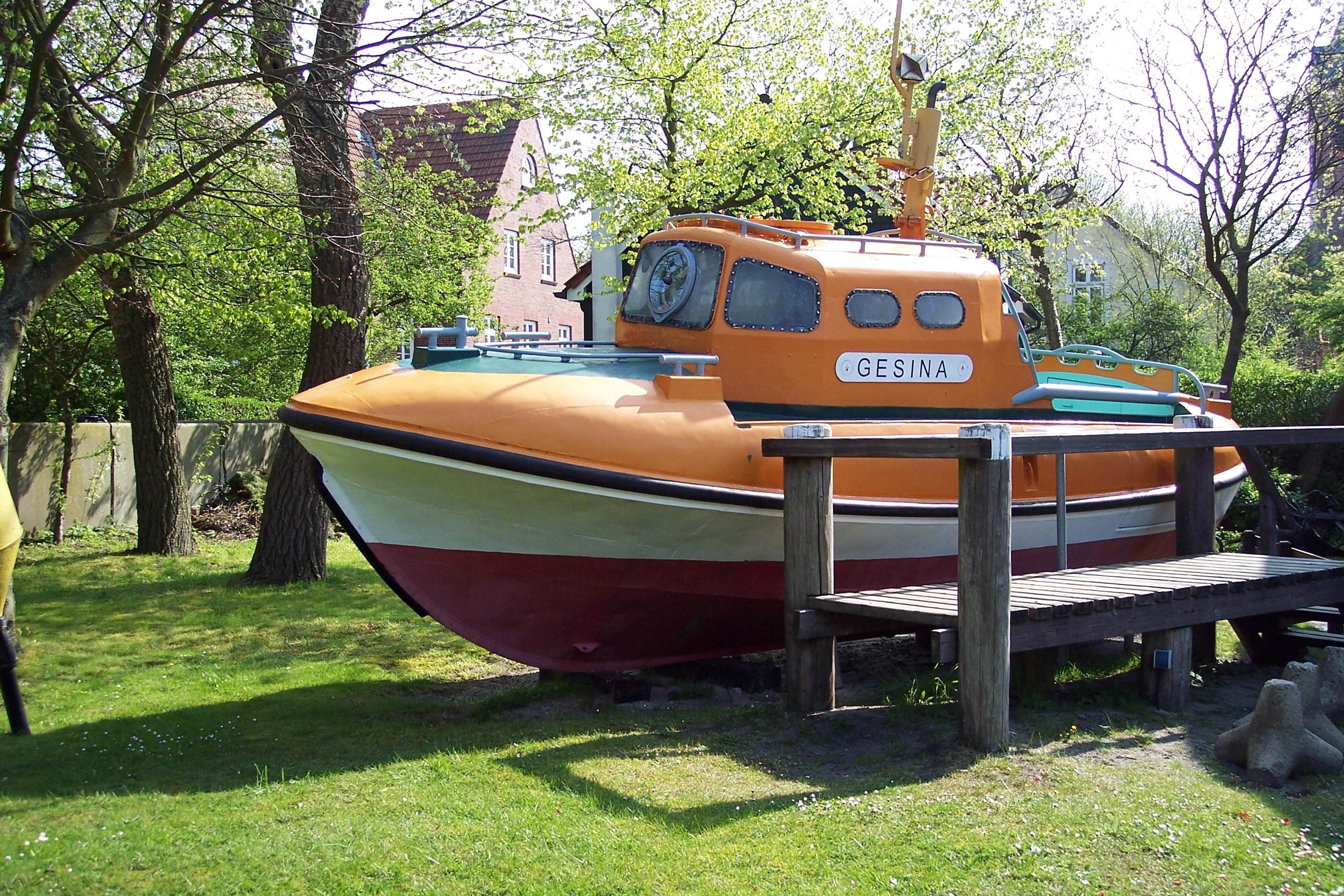
GESINA
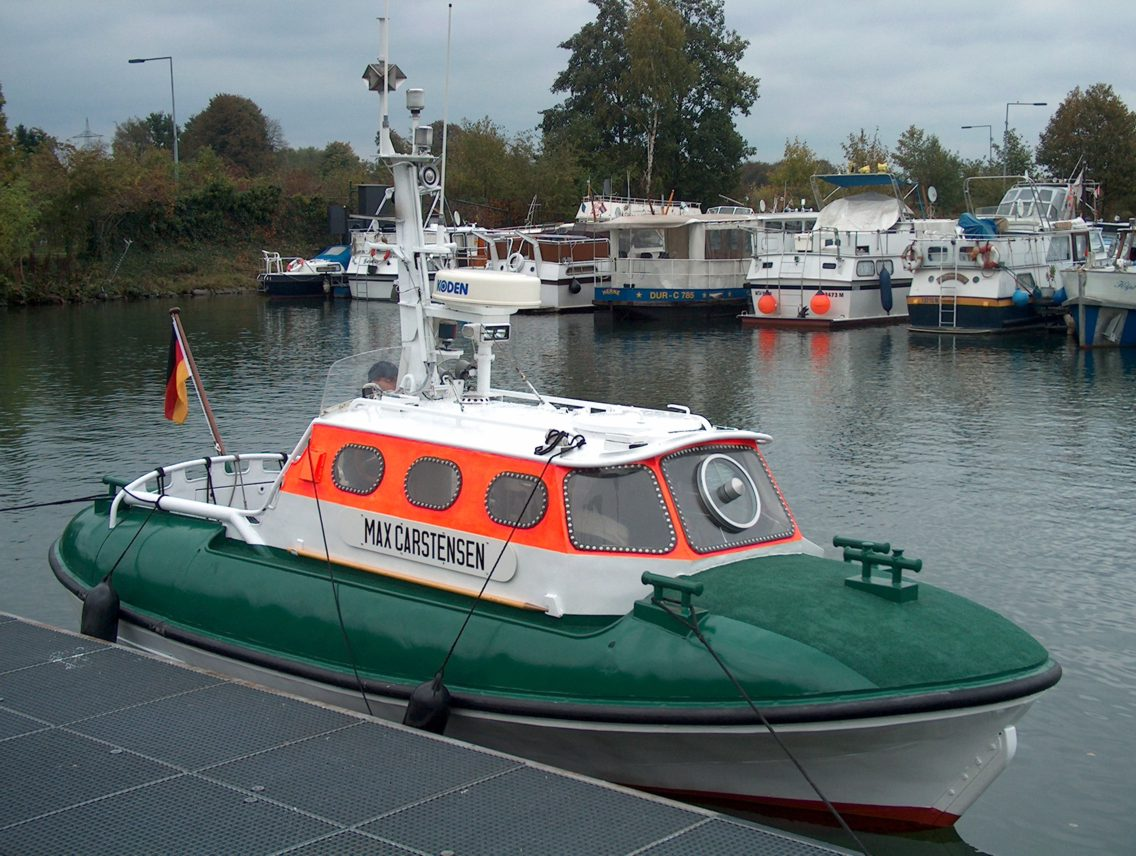
MAX CARSTENSEN
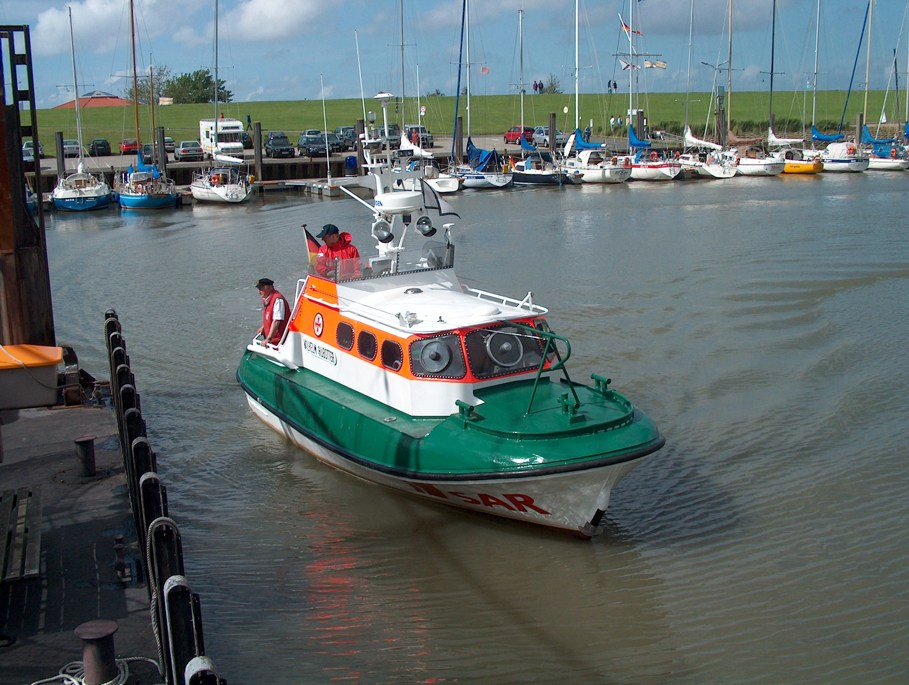
WILHELM HÜBOTTER
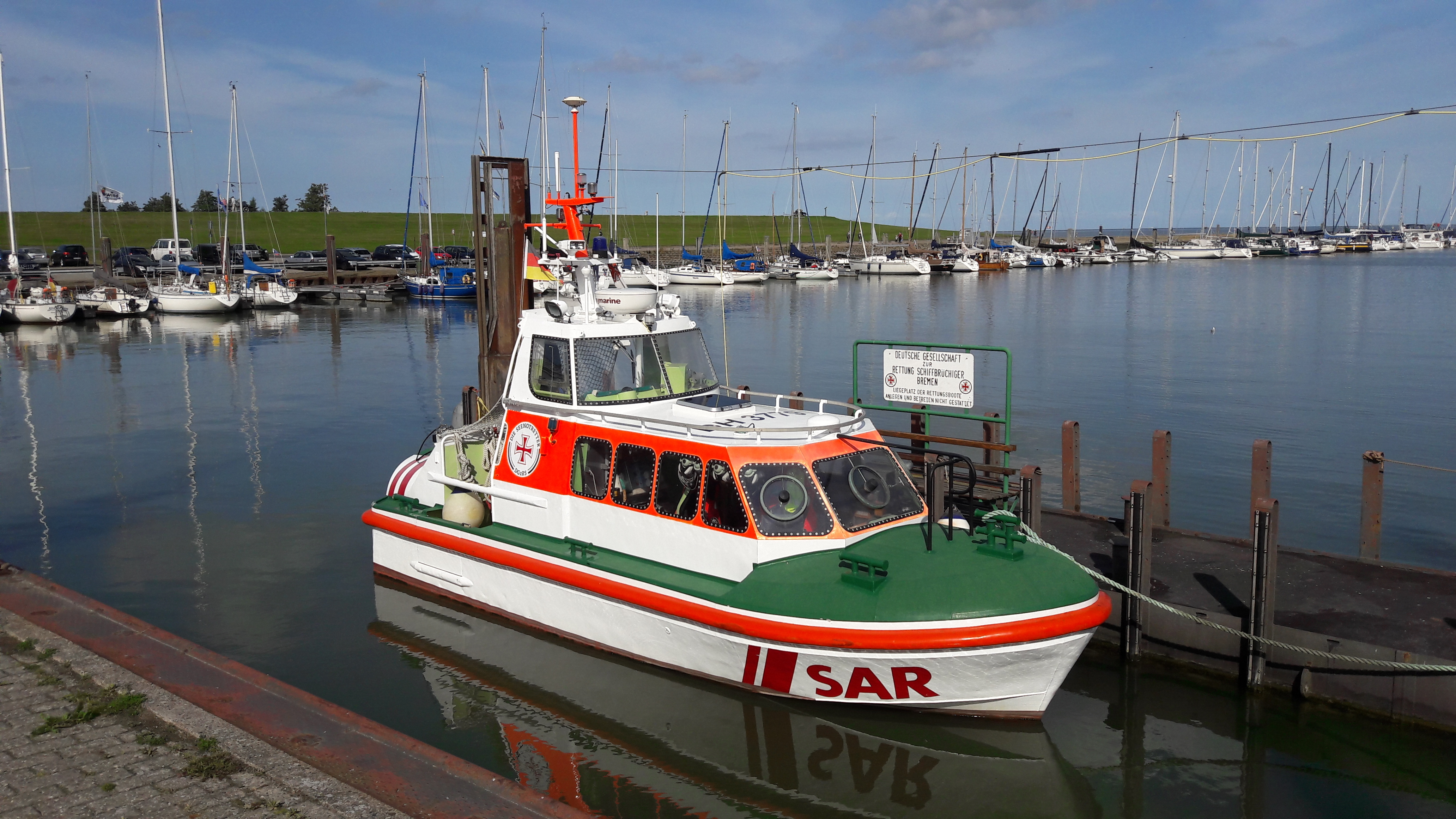
BALTRUM

## Trivia
Der alte Sielhafen lag rund 700 Meter nordwestlich vom neuen Hafen Wangersiel. Auf alten Bildern ist als dominierendes Gebäude das ehemalige 'Strandhotel' hinter dem Hafendeich zu sehen, dass heute noch unter neuem Namen an der Deichstraße 1 steht. Das davor liegende Hafenbecken war nach der großen Sturmflut 1962 zugeschüttet worden und dient heute als zentraler Parkplatz. Auf dem Deich an der Nordseite stand seit 1883 in der Nähe des Rettungsschuppens der „Hohe Stuhl“ als Wahrzeichen des Ortes. Das auf friesisch auch als „Hoog Stool“ oder auch nur „Utkiek“ bezeichnete Holzgerüst diente als Seenotbeobachtungsturm, der jede Stunde bestiegen wurde, um nach Schiffen in Seenot Ausschau zu halten. Die morsche Konstruktion musste 1947 von der DGzRS abgerissen werden, da sie auch wegen des Fortschritts in der Technik nicht mehr erforderlich war. Schon in den 1950er Jahren gab es Überlegungen zum Neubau des Wahrzeichens. Es brauchte aber mehr als 50 Jahre, um den acht Meter hohen Turm neu zu errichten. Seit 2019 steht er ca. 50 Meter von seinem ursprünglichen Platz entfernt in der Nähe des Wangerländer Tourismusbüros. Aus Sicherheitsgründen darf er nicht bestiegen werden.
Am südlichen Ende des Parkplatzes steht das Ehrenmal "Den Opfern der See". Dahinter liegt aufgepallt ein ehemaliges Küstenwachboot, das der Marinekameradschaft Horumersiel als Vereinsheim dient.
In Wangersiel steht auf dem großen Südparkplatz das Stationsgebäude der DGzRS. Darin hat der Verein „Historische Seenotrettung Horumersiel“ das von ihm restaurierte Ruderrettungsboot AUGUST GRASSOW untergebracht. Das Normalrettungsboot von 1906 ist einsatzfähig und wird von den Vereinsmitgliedern gepflegt und der Öffentlichkeit präsentiert. Es hatte auf der Rettungsstation in Westeraccumersiel im Einsatz gestanden.

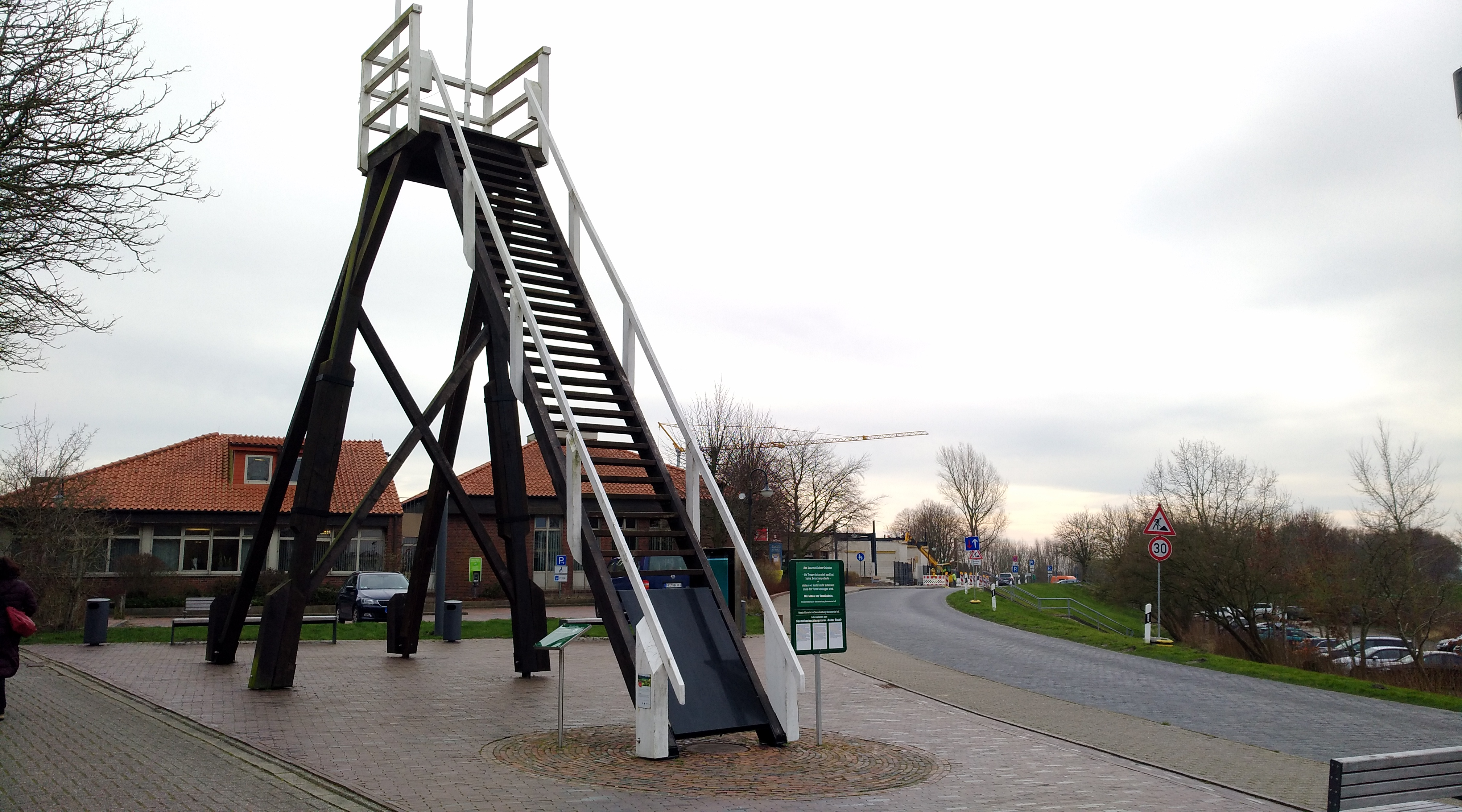
Neuer Hochstuhl
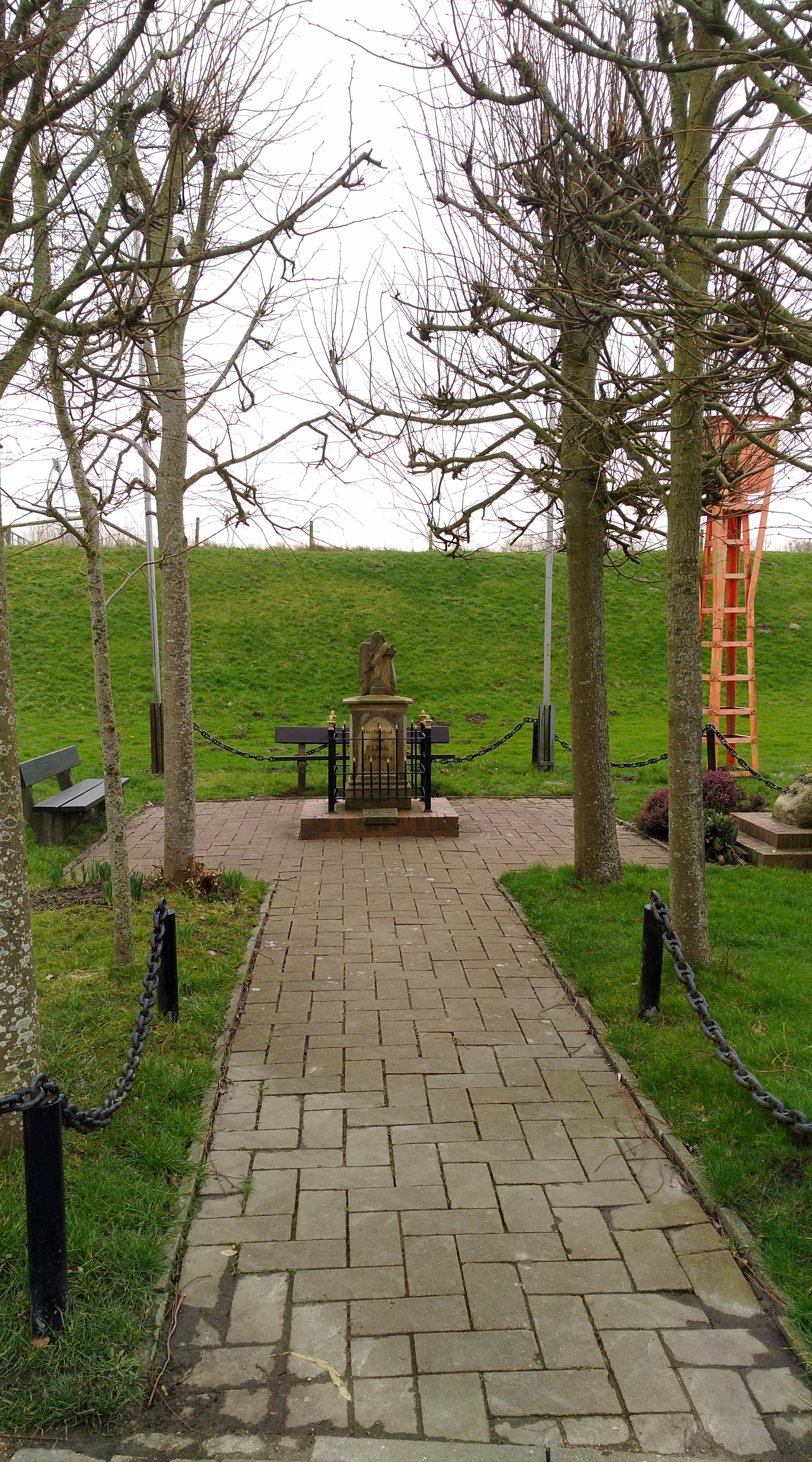
Ehrenmal
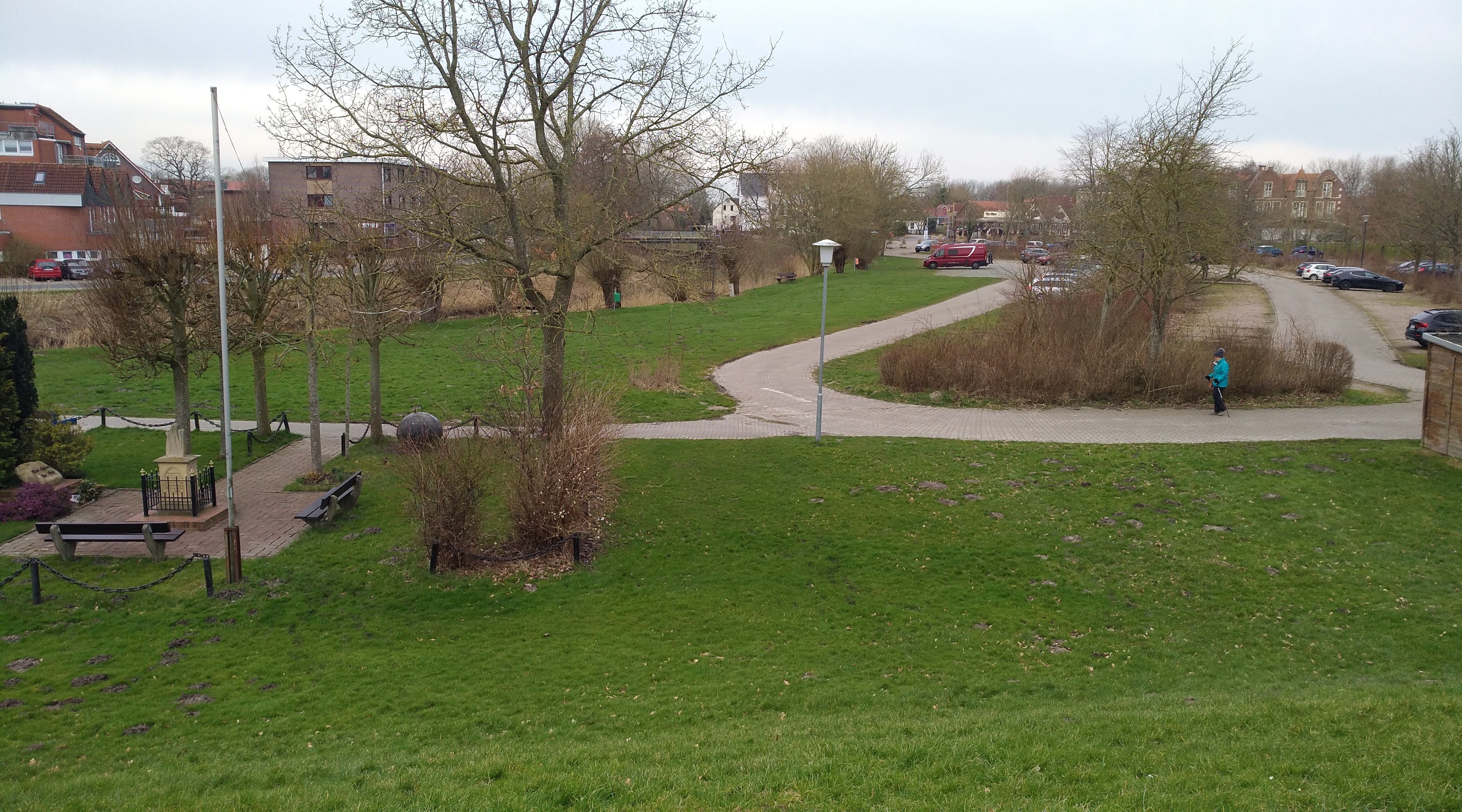
Früher Sielhafen – heute Parkplatz
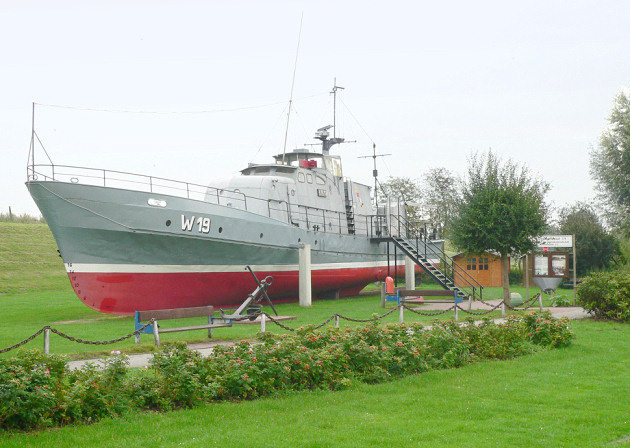
Küstenwachboot
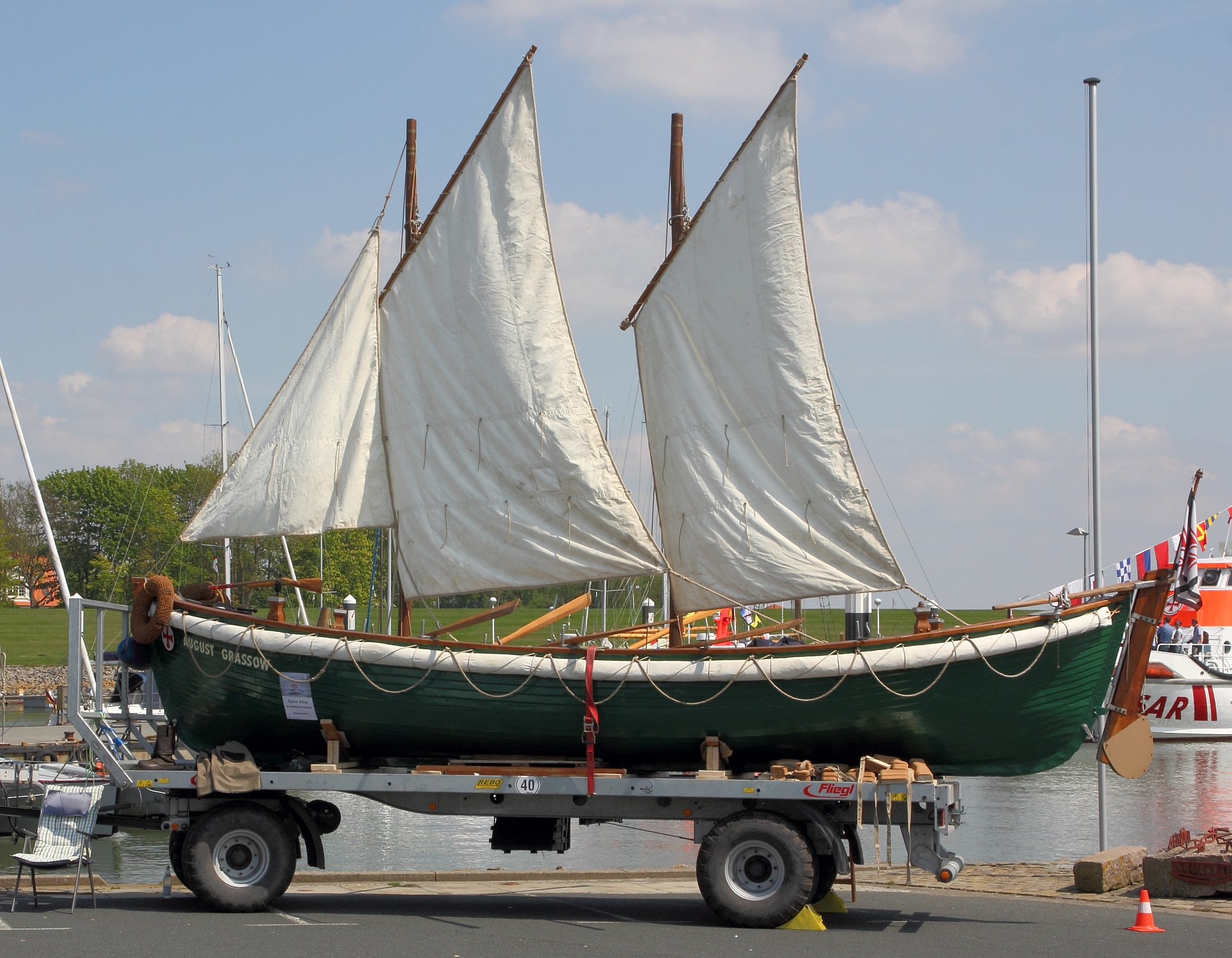
Seenotrettungsboot August Grassow